# Frøya i Trøndelag
Frøya é uma comuna da Noruega, com 231 km² de área e 4 107 habitantes (censo de 2004).